# Буца, Богдан Эммануилович
Богдан Эммануилович Буца (укр. Богдан Емануїлович Буца, род. 18 октября 1960 года, с. Воютичи, Самборский район, Львовская область) — украинский политик. Министр Кабинета Министров Украины с 2005 по 2006 год, народный депутат Украины IV созыва от Блока «Наша Украина» (№ 93 в избирательном списке). Первый заместитель Министра обороны Украины в 2014 году.

## Биография
В 1982 году окончил электротехнический факультет Львовского политехнического института, инженер-электротехник. В 2005 году получил диплом юриста в Киевском университете права.
1982—1984 — служба в армии.
1984—1988 — инженер, мастер участка Львовского ПО им. 50-летия Октября.
1988—1991 — инженер-технолог первой категории, начальник бюро, заместитель начальника опытного производства Львовского НИИ бытовой радиоэлектронной аппаратуры.
1991—1992 — директор ООО «Рата», г. Львов.
1992—1995 — начальник отдела, заместитель начальника, 1995 — первый заместитель начальника регионального отделения Фонда государственного имущества во Львовской области.
1995 — генеральный директор Украинского центра сертификационных аукционов.
1995—1997 — заместитель Председателя Фонда государственного имущества Украины.
1997 — советник председателя общественного благотворительного фонда «Фонд развития Львовщины».
1997—1998 — первый заместитель Председателя Государственного комитета Украины по вопросам развития предпринимательства.
1998-1999 — заместитель председателя по вопросам промышленности и строительства Львовской облгосадминистрации.
1999-2000 — советник президента Союза предпринимателей малых, средних и приватизированных предприятий Украины.
2000—2002 — начальник Управления стратегии реформирования отношений собственности и регуляторной политики Департамента экономической политики Секретариата Кабинета Министров Украины.
2002—2005 — первый вице-президент Союза предпринимателей малых, средних и приватизированных предприятий Украины.
2005 — первый заместитель председатель правления НАК «Нафтогаз Украины».
2006—2007 — советник Президента Украины.
2007 — советник Президента Украины, Уполномоченный Президента Украины по делам Фонда государственного имущества Украины.
2008—2010 — заместитель Министра обороны Украины.
Член наблюдательного совета ОАО «Государственный экспортно-импортный банк Украины» (с 2000); член наблюдательного совета ОАО «Государственный сберегательный банк Украины» (с 2006).
Доверенное лицо кандидата на пост Президента Украины В. Ющенко в ТИО № 123 (2004—2005).
Член НСНУ (с 2005), первый заместитель председателя центрального исполкома НСНУ (до 2005).
Депутат Львовского облсовета (2006—2010).
Почётная грамота Кабинета Министров Украины (2001). Государственный служащий 1-го ранга (2006).
Женат, имеет дочь и сына.